# Scelio goron
Scelio goron är en stekelart som beskrevs av Mikhail Vasilievich Kozlov och Lê 1988. Scelio goron ingår i släktet Scelio och familjen Scelionidae. Inga underarter finns listade i Catalogue of Life.